# Logica di business
In informatica, nell'ambito dello sviluppo software, l'espressione logica di business (in inglese business logic) si riferisce a tutta quella logica o nucleo (core) di elaborazione (sotto forma di codice sorgente) che rende operativa un'applicazione. Con tale nome ci si riferisce quindi all'algoritmica che gestisce lo scambio di informazioni tra l'interfaccia utente attraverso la logica di presentazione con le elaborazioni intermedie sui dati estratti ed eventualmente una sorgente dati (generalmente una base dati) deputata alla gestione della persistenza dei dati stessi (nel caso di applicazioni web).
È un termine largamente utilizzato nella ingegneria del software  per individuare dunque un componente software, un layer (o tier, cioè livello) di una architettura software, ecc. Nell'ambito delle applicazioni web la business logic è spesso associata ad architetture software di tipo three-tier e viene tipicamente ospitata ed eseguita da un application server (elaborazione server side) che funge da middleware su richiesta del client (attraverso il proprio web browser) interfacciandosi con la parte dati che può essere rappresentata dal database server oppure da un mainframe. Racchiude quindi in sé regole cosiddette di "business", piuttosto che regole ed elementi legati alla visualizzazione delle informazioni (vista o interfaccia grafica) o alla gestione della persistenza/memorizzazione dei dati, rappresentando assieme al lato DB il back-end dell'applicazione stessa.